# L'Expansion belge
L'Expansion belge, revue mensuelle illustrée, fut une importante publication économique, littéraire et artistique en Belgique. Dirigée par Paul Mussche et Georges Pourveur, elle fut publiée de 1908 à 1931. La revue est connue pour son contenu richement illustré de photographies originales et d’analyses approfondies des événements culturels et économiques de l’époque.

## Historique
Fondée en 1908, L'Expansion belge avait pour objectif de refléter les dynamiques économiques et artistiques de la Belgique en pleine expansion industrielle. La revue abordait des thèmes variés comme le commerce, les innovations technologiques, la culture et l’art, tout en mettant en avant les contributions de personnalités belges influentes.

### Contenu
Les articles publiés dans L'Expansion belge comprenaient des critiques littéraires, des études économiques, des analyses politiques et des illustrations artistiques. Des numéros spéciaux étaient régulièrement consacrés à des expositions internationales, au commerce colonial belge, et à des mouvements culturels majeurs comme l’Art nouveau et le Symbolisme.

### Direction et collaborateurs
Sous la direction de Paul Mussche et Georges Pourveur, la revue a attiré des collaborateurs de renom, tels que Victor Horta pour les contributions architecturales, et Emile Verhaeren pour des écrits poétiques. La collaboration avec des photographes comme Léonard Misonne a permis d’illustrer la modernité de la Belgique dans une époque de changements rapides.

### Fin de publication
Malgré son importance culturelle, la revue cesse de paraître en 1931, victime de la Grande Dépression qui a affecté de nombreuses entreprises de presse. Les archives de L'Expansion belge sont aujourd’hui conservées à la Bibliothèque royale de Belgique et servent de ressource essentielle pour les chercheurs étudiant l’histoire économique et culturelle de la Belgique.

## Réception critique
L'Expansion belge a été saluée pour son approche multidisciplinaire et son engagement dans la diffusion d’idées nouvelles. Elle est considérée comme un témoignage précieux de l’évolution culturelle belge au début du XXe siècle.